# Cụm Anh Tiên
Cụm Anh Tiên, hay quần tụ Anh Tiên, được đánh thứ tự danh mục là Abell 426, là một cụm thiên hà nằm trong chòm sao Anh Tiên. Cụm có vận tốc hồi quy là 5155 km/s. Cụm Anh Tiên nằm cách Trái Đất khoảng 250 triệu năm ánh sáng, đường kính khoảng 11,6 triệu năm ánh sáng và chứa khối lượng gấp hơn 660 nghìn tỷ lần Mặt Trời. Cụm Anh Tiên là một trong những vật thể có khối lượng lớn nhất trong vũ trụ quan sát được, chứa cả ngàn thiên hà ẩn trong một đám mây khí.

## Bức xạ tia X

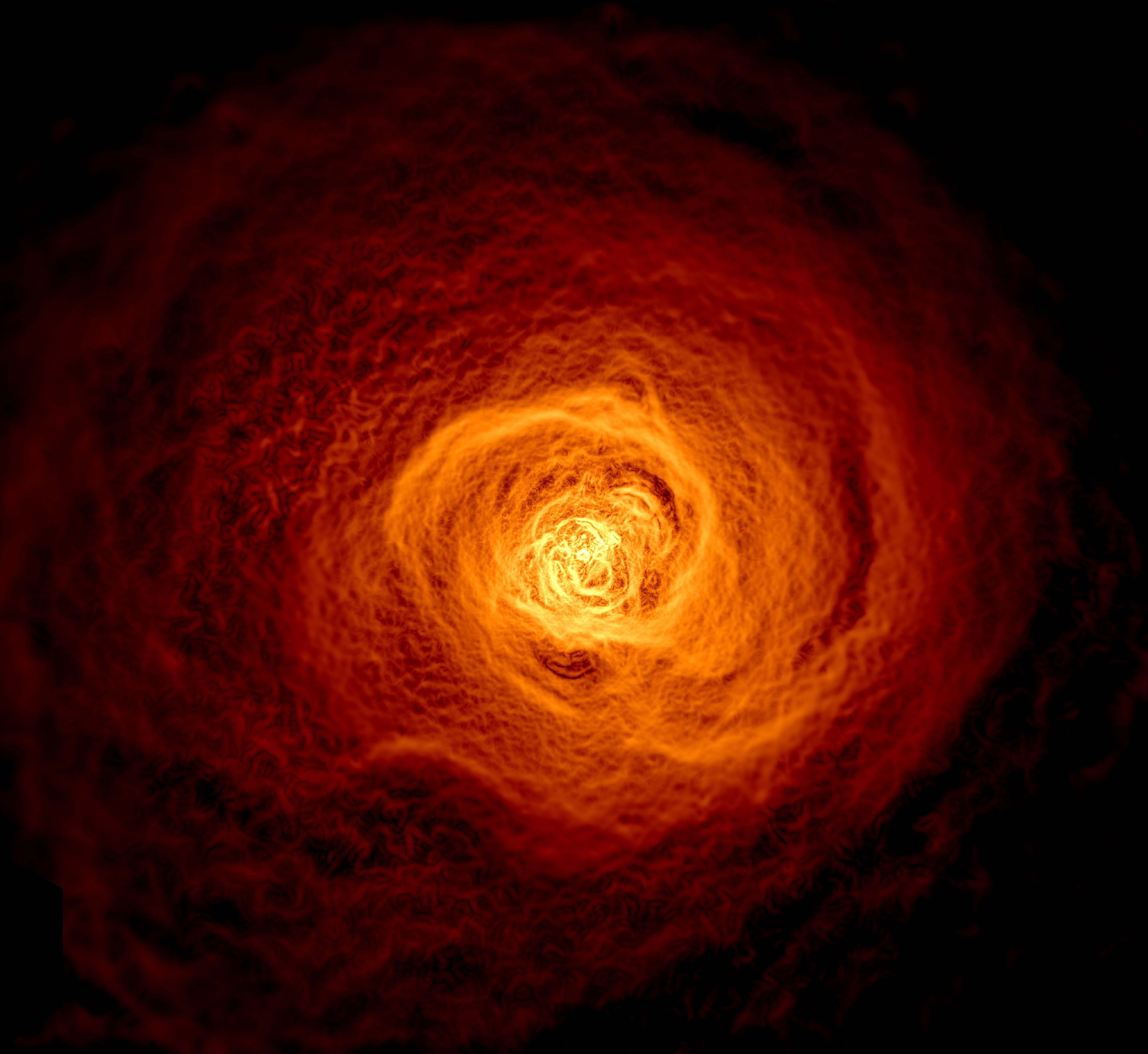
Làn khí nóng trải dài 200.000 năm ánh sáng đang cuộn quanh cụm Anh Tiên (mô phỏng máy tính)

Nguồn tia X phát ra từ cụm Anh Tiên được phát hiện bởi tên lửa Aerobee vào năm 1970 và công bố vào năm 1971. Những quan sát chi tiết hơn từ vệ tinh Uhuru sau đó đã xác nhận, nguồn bức xạ này xuất phát từ NGC 1275, thiên hà nằm ở trung tâm cụm. Đây cũng là nguồn phát tia X cực mạnh trong cụm Anh Tiên. Do đó, cụm Anh Tiên là cụm thiên hà sáng nhất trên bầu trời khi được quan sát trong dải tia X.
Kết hợp dữ liệu từ Đài quan sát tia X Chandra với các quan sát vô tuyến và mô phỏng máy tính, các nhà khoa học đã phát hiện ra một làn sóng khí nóng khổng lồ trong cụm Anh Tiên trải dài trên khoảng 200.000 năm ánh sáng, gấp đôi cả dải Ngân Hà. Làn khí này hình thành từ hàng tỷ năm trước, sau khi một cụm thiên hà nhỏ sượt qua cụm Anh Tiên làm nhiễu loạn khối khí, tạo ra một vòng khí lạnh xoắn ốc đang mở rộng. Sau khoảng 2,5 tỷ năm, khi khối khí đã đạt đến gần 500.000 năm ánh sáng tính từ trung tâm, những cuộn sóng khổng lồ hình thành và xoáy tròn trong hàng trăm triệu năm trước khi tan biến.

## Âm thanh của lỗ đen
Vào năm 2003, sau 53 giờ quan sát từ Chandra, các nhà thiên văn học từ Đại học Cambridge đã phát hiện ra rằng, sóng áp suất do lỗ đen ở trung tâm cụm Anh Tiên tỏa ra đã tạo nên những gợn sóng có thể được chuyển thành một nốt nhạc. Tuy nhiên, đó là một nốt nhạc mà con người không thể nghe thấy, bởi vì khoảng thời gian giữa các lần dao động của nó là 9,6 triệu năm, và thấp hơn 57 quãng tám dưới C.
Vào năm 2022, các sóng âm đã được trích xuất và tổng hợp lại thành phạm vi nghe được của con người bằng cách nâng chúng lên 57 và 58 quãng tám so với ban đầu, có nghĩa là ta đang được nghe âm thanh cao hơn 144 triệu tỷ và 288 triệu tỷ lần so với tần số ban đầu của nó.